# Director de la Agencia Central de Inteligencia
El director de la Agencia Central de Inteligencia (D/CIA) es una oficina ejecutiva que se desempeña como jefe de la Agencia Central de Inteligencia, que a su vez es parte de la Comunidad de Inteligencia de los Estados Unidos.
El director de la CIA informa al director Nacional de Inteligencia (DNI) y cuenta con la asistencia del director adjunto de la Agencia Central de Inteligencia. El director es un civil o un oficial de bandera o general de las fuerzas armadas nominado por el Presidente, con la recomendación concurrente o no concurrente del DNI, y debe ser confirmado por una mayoría de votos del Senado.

## Historia
Hasta el 21 de abril de 2005, el director Central de Inteligencia (DCI) dirigió tanto la Comunidad de Inteligencia como la Agencia Central de Inteligencia. Además, el DCI se desempeñó como asesor del Presidente de los Estados Unidos en asuntos de inteligencia y fue el asesor legal de inteligencia del Consejo de Seguridad Nacional (NSC). El 21 de abril de 2005, el director Nacional de Inteligencia (DNI) asumió las funciones de jefe de la Comunidad de Inteligencia y principal asesor de inteligencia del Presidente y el NSC.
El puesto de DCI fue establecido en 1946 por el presidente Harry S. Truman; por lo que es anterior al establecimiento de la Agencia Central de Inteligencia (creada por la Ley de Seguridad Nacional de 1947). Después del final de la Segunda Guerra Mundial, la Oficina de Servicios Estratégicos fue desmantelada y sus funciones se dividieron entre los Departamentos de Estado y de Guerra (ahora Defensa). El presidente Truman pronto reconoció la ineficacia de este acuerdo y creó el Grupo de Inteligencia Central, que podría considerarse un precursor más pequeño del Consejo de Seguridad Nacional. Al año siguiente, la Ley de Seguridad Nacional de 1947 creó la Agencia Central de Inteligencia y el Consejo de Seguridad Nacional, mientras definía formalmente los deberes del director Central de Inteligencia. Los deberes del DCI se han definido aún más a lo largo de los años por la tradición, las leyes del Congreso y las órdenes ejecutivas.

## Listado de directores
Cargo interino
| N.º                                                 | Director                                 | Director                | Período                                          | Presidente | Presidente     |
| --------------------------------------------------- | ---------------------------------------- | ----------------------- | ------------------------------------------------ | ---------- | -------------- |
| Cargo predecesor: Director Central de Inteligencia. |                                          |                         |                                                  |            |                |
| 1                                                   |                                          | Porter Goss             | 21 de abril de 2005 - 5 de mayo de 2006          |            | George W. Bush |
| 2                                                   |                                          | Michael Hayden          | 30 de mayo de 2006 - 12 de febrero de 2009       |            | George W. Bush |
| 2                                                   | Barack Obama                             | Michael Hayden          | 30 de mayo de 2006 - 12 de febrero de 2009       |            |                |
| 3                                                   |                                          | Leon Panetta            | 13 de febrero de 2009 - 30 de junio de 2011      |            |                |
| –                                                   |                                          | Michael Morell interino | 1 de julio de 2011 - 6 de septiembre de 2011     |            |                |
| 4                                                   |                                          | David Petraeus          | 6 de septiembre de 2011 - 9 de noviembre de 2012 |            |                |
| –                                                   |                                          | Michael Morell interino | 9 de noviembre de 2012 - 8 de marzo de 2013      |            |                |
| 5                                                   |                                          | John Brennan            | 8 de marzo de 2013 - 20 de enero de 2017         |            |                |
| –                                                   |                                          | Meroe Park interina     | 20 de enero de 2017 - 23 de enero de 2017        |            | Donald Trump   |
| 6                                                   |                                          | Mike Pompeo             | 23 de enero de 2017 - 26 de abril de 2018        |            | Donald Trump   |
| 7                                                   |                                          | Gina Haspel             | 26 de abril de 2018 - 21 de mayo de 2018         |            | Donald Trump   |
| 7                                                   | 21 de mayo de 2018 - 20 de enero de 2021 | Gina Haspel             |                                                  |            | Donald Trump   |
| –                                                   |                                          | David S. Cohen interino | 20 de enero de 2021 - 19 de marzo de 2021        |            | Joe Biden      |
| 8                                                   |                                          | William Joseph Burns    | 19 de marzo de 2021 - 20 de enero de 2025        |            | Joe Biden      |
| –                                                   |                                          | Tom Sylvester interino  | 20 de enero de 2025-23 de enero de 2025          |            | Donald Trump   |
| 9                                                   |                                          | John Ratcliffe          | 23 de enero de 2025-presente                     |            | Donald Trump   |